# 川村多実二
川村 多実二（かわむら たみじ、1883年5月4日 - 1964年12月16日）は、日本の動物学者。岡山県津山市出身。河川・湖沼を含む淡水域の生物学を創始。動物生態学や動物心理学などが研究の中心で、多くの研究者を育成したが、一般には鳥類の研究でより知られている。日本野鳥の会京都支部初代支部長でもあり、京都大学総合博物館や大阪市立自然史博物館には、川村が収集した日本周辺産と北米産の鳥類コレクションなどが所蔵されている。実兄は植物学者（キノコが中心）の川村清一。実弟は生理学者の福田邦三。
日本陸水学会の第2代会長も務め、名誉会員にもなっている。なお「陸水」という言葉は、海水を除く湖水や河水、地下水などの総称として川村が提唱した造語である。

## 経歴
1883年5月4日、岡山県津山市生まれ。津山中学校卒業。旧制第三高等学校（現：京都大学総合人間学部）を卒業し、1905年、東京帝国大学理科大学校（現：東京大学理学部）に進学、飯島魁に師事しクダクラゲの研究に従事した。1908年、東京帝国大学を成績優秀にて卒業し、大学院に進学した。このころから、形態、分類に偏った日本の昆虫学に対して疑問を抱くようになる。
1912年に京都帝国大学医科大学（現：京都大学医学部）生理学教室に移り、石川日出鶴丸の下で助手（のち講師）を務めた。同時期に京都帝国大学付属大津臨湖実験所の開所に尽力し、1914年に開所。初代の研究所員として同実験所に研究拠点を移した。ここでの研究成果を基に、1918年に『日本淡水生物学』上下巻を出版、広く読まれることとなった。これにより川村は日本での淡水生物学の基礎を築いた。
1919年に、京都帝国大学に日本で2番目の動物学教室が開設され、川村はその助教授に就任した。同じ年に2年間コーネル大学に留学し、そこで行った野外実習に強い影響を受けた。帰国後の1921年に同大の教授となり、動物生理生態学講座を開設、動物生態学の講義および実習を日本で初めて実施した。
1944年に同大を定年退官したあと、1950年、滋賀県立短期大学の学長に就任。6年間そこで学長を務め、1957年から1963年の間には、京都市立美術大学（現：京都市立芸術大学）学長を務めた。1961年からは京都市の風致審議会議員も務め、京都の自然の保存にも貢献した。また水彩画や和歌もたしなみ、京都市の文化団体懇談会会長も引き受けていた。1963年に京都市の名誉市民に選ばれた。
1964年、探鳥の旅先で死去。自宅で密葬が営まれ、翌年2月6日には名誉市民としての市公葬が京都会館別館で開かれた。

## 栄典
- 1943年（昭和18年）5月29日 - 従三位[5]
- 1943年（昭和18年）6月25日 - 正三位[6]
- 1963年（昭和38年）10月15日 - 京都市名誉市民[7]
- 1964年（昭和39年）12月 - 勲二等旭日重光章

## 著書
- 『芸用解剖学』（1913年、興文社）
- 『日本淡水生物学』（上下巻、1918年、裳華房） - のち北隆館から再発。
- 『生命と性欲』（1919年、大鐙閣）
- 『改訂博物学新教科書』（1925年、星野書店）
- 『珍しい動植物』（1929年、アルス） - 川村清一との共著。
- 『動物生態学』（1930年、岩波書店）
- 『動物学読本』（1932年、星野書店）
- 『最新女子動物学』（1934年、星野書店）
- 『動物群聚研究法』（1938年、建文館）
- 『鳥の歌の科学』（1947年、臼井書房）
- 『心の進化』（1947年、高桐書院）
- 『動物と人生』（1949年、広島図書）
- 『野鳥雑詠 : 川村貴一歌集』（1966年、初音書房） - 没後に編纂された歌集。